# Зінове (Роменський район)
Зі́нове — село в Україні, у Сумській області, Роменському районі. Населення становить 31 особа. Входить до складу Роменської міської громади. До 2020 орган місцевого самоврядування - Пустовійтівська сільська рада.

## Географічне розташування
Село Зінове розташоване між селами Мале та Правдюки (2 км).
По селу тече струмок, що пересихає.

## Історія
Село постраждало внаслідок геноциду українського народу, проведеного урядом СРСР 1923-1933 та 1946-1947 роках.
12 червня 2020 року, відповідно до розпорядження Кабінету Міністрів України № 723-р «Про визначення адміністративних центрів та затвердження територій територіальних громад Сумської області», село увійшло до складу Роменської міської громади.
19 липня 2020 року, в результаті адміністративно-територіальної реформи та ліквідації Роменського району(1930—2020), увійшло до складу новоутвореного Роменського району.

## Населення

### Мова
Розподіл населення за рідною мовою за даними перепису 2001 року:
| Мова       | Кількість | Відсоток |
| ---------- | --------- | -------- |
| українська | 31        | 100%     |